# B'Sides Themselves
B'Sides Themselves (буквално: „Самите Б-страни“) е албум компилация от Б-страните на сингли на британската прогресив рок група Мерилиън, който излиза през 1988 година.
Албумът включва 17-минутния епос Grendel, който първоначално е издаден като бонус Б-страна на дебютния за Мерилиън сингъл – Market Square Heroes през 1982 г. Самата Market Square Heroes въпреки че е била А-страна също е включена тук, тъй като по-късно е презаписана нейна версия за Б-страната на сингъла Punch and Judy (1984).
Художественото оформление на обложката е дело на постоянния сътрудник Марк Уилкинсън. Представлява колаж камбиниращ елементи от предните и задни страни на обложките от издадените сингли.

## Списък на песните
1. Grendel (Single Version) – 17:15 (Б-страна на сингъла Market Square Heroes, 1982)
2. Charting The Single – 4:48 (Б-страна на сингъла He Knows You Know, 1983)
3. Market Square Heroes (Презаписана версия) – 3:56 (първоначално издадена като А-страна (1982), тази версия е Б-страна на сингъла Punch and Judy, 1984)
4. Three Boats Down From The Candy (Alternative Version) – 4:01 (първоначално издадена като Б-страна на сингъла Market Square Heroes (1982), тази версия е също Б-страна и на сингъла Punch and Judy, 1984)
5. Cinderella Search – 4:21 (Б-страна на сингъла Assassing, 1984)
6. Lady Nina – 3:43 (Б-страна на сингъла Kayleigh, 1985, издадена е и като самостоятелен сингъл в САЩ през 1986)
7. Freaks – 4:04 (Б-страна на сингъла Lavender, 1985, концертна версия е издадена и като самостоятелен сингъл през 1988)
8. Tux On – 5:12 (Б-страна на сингъла Sugar Mice, 1987)
9. Margaret (Концертен запис) – 12:17 (Б-страна на сингъла Garden Party, записана в Единбург, 7 април 1983)

## Музиканти
- Дерек Уилям Дик – Фиш – вокали
- Стив Родъри – китари
- Марк Кели – пиано
- Пийт Треуавас – бас
- Мик Пойнтър – барабани в песни 1, 2, 9
- Джон Мартър – барабани 3, 4
- Иън Моузли – барабани 5, 6, 7, 8

## Комерсиални Класации
| Year | Chart          | Position |
| ---- | -------------- | -------- |
| 1988 | UK Album Chart | 64       |